# حضارة آرنسبورغ

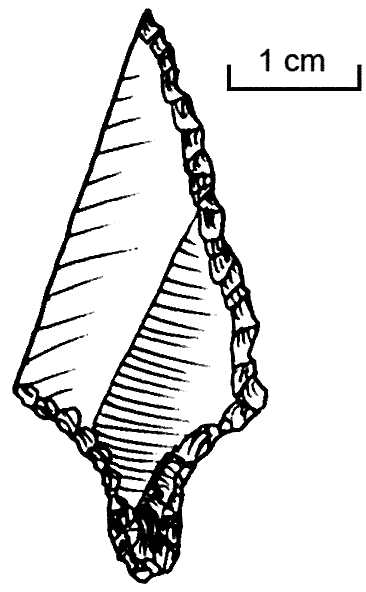

الثقافة آرنسبورغية Ahernbourgian سمة وسحنة ثقافية تعود "على العصر الحجري الوسيط عصر حجري متوسط في أوروبا الشمالية، أي إلى حوالي 10000 سنة من الآن. اتخذت اسمها من الموقع الذي اكتشفت فيه لأول مرة عام 1927 بالقرب من آرنسبورغ في ألمانيا. كثرت في هذه الثقافة المسننات الصغيرة ذات الحواف المائلة.
أشهر أدوات هذه الثقافة مدبب آرنسبورغ: أداة صغيرة ذات ساق على نصلة صغيرة، نتج سن المدبب من التقاء جانب قاطع مع جانب مطروق مائل مشذب. ونتجت الساق عن تشذيبات ثنائية الجانب مباشرة، تكون مقعرة أحيانا، أو على المحور الرئيسي في أحيان أخرى، كما يمكن أن يكون المحور منحرفا.